# Sadio Doumbia
Sadio Doumbia (* 12. September 1990 in Toulouse) ist ein französischer Tennisspieler.

## Karriere
Auf der Profitour spielt Sadio Doumbia Turniere der drittklassigen ITF Future Tour und der zweitklassigen ATP Challenger Tour. Er konnte bisher vier Einzel- und drei Doppeltitel auf der Future Tour gewinnen. Dabei war das Jahr 2016 sein bisher erfolgreichstes. Neben drei Future Titeln (zwei im Einzel, einen im Doppel) feierte er auch Erfolge auf der Challenger Tour. Zunächst konnte er im September in Istanbul an der Seite von Calvin Hemery den Doppeltitel gewinnen. Einen Monat später triumphierte er dann in Pune mit einem Finalsieg über Prajnesh Gunneswaran auch im Einzel. Durch diesen Erfolg rückte er bis auf den 250. Rang in der Weltrangliste vor. Im Doppel war er im Folgejahr mit einem 241. Rang sogar noch etwas besser platziert.
Doumbia spielt seit 2014 für den TC Weinheim, mit der er in der Saison 2016 den Aufstieg in die 1. Tennis-Bundesliga schaffte.

## Erfolge
| Legende (Anzahl der Siege) |
| Grand Slam                 |
| ATP Tour Finals            |
| ATP Tour Masters 1000      |
| ATP Tour 500               |
| ATP Tour 250 (5)           |
| ATP Challenger Tour (20)   |

| ATP-Titel nach Belag |
| Hartplatz (3)        |
| Sand (2)             |
| Rasen (0)            |

### Einzel

#### Turniersiege
| Nr. | Datum            | Turnier | Belag     | Finalgegner          | Ergebnis      |
| --- | ---------------- | ------- | --------- | -------------------- | ------------- |
| 1.  | 29. Oktober 2016 | Pune    | Hartplatz | Prajnesh Gunneswaran | 4:6, 6:4, 6:3 |

### Doppel

#### Turniersiege

##### ATP Tour
| Nr. | Datum              | Turnier     | Belag         | Partner       | Finalgegner                   | Ergebnis          |
| --- | ------------------ | ----------- | ------------- | ------------- | ----------------------------- | ----------------- |
| 1.  | 26. September 2023 | Chengdu (1) | Hartplatz     | Fabien Reboul | Francisco Cabral Rafael Matos | 4:6, 7:5, [10:7]  |
| 2.  | 4. Februar 2024    | Montpellier | Hartplatz (i) | Fabien Reboul | Albano Olivetti Sam Weissborn | 6:75, 6:4, [10:6] |
| 3.  | 21. April 2024     | Bukarest    | Sand          | Fabien Reboul | Harri Heliövaara Henry Patten | 6:3, 7:5          |
| 4.  | 24. September 2024 | Chengdu (2) | Hartplatz     | Fabien Reboul | Yuki Bhambri Albano Olivetti  | 6:4, 4:6, [10:4]  |
| 5.  | 24. Mai 2025       | Genf        | Sand          | Fabien Reboul | Ariel Behar Joran Vliegen     | 6:74, 6:4, [11:9] |

##### ATP Challenger Tour
| Nr. | Datum              | Turnier         | Belag         | Partner           | Finalgegner                                         | Ergebnis          |
| --- | ------------------ | --------------- | ------------- | ----------------- | --------------------------------------------------- | ----------------- |
| 1.  | 17. September 2016 | Istanbul        | Hartplatz     | Calvin Hemery     | Marco Chiudinelli Marius Copil                      | 6:4, 6:3          |
| 2.  | 14. September 2019 | Banja Luka      | Sand          | Fabien Reboul     | Sergio Galdós Facundo Mena                          | 6:3, 7:64         |
| 3.  | 21. September 2019 | Sibiu           | Sand          | Fabien Reboul     | Ivan Sabanov Matej Sabanov                          | 6:4, 3:6, [10:7]  |
| 4.  | 5. Dezember 2020   | Campinas        | Sand          | Fabien Reboul     | Luis David Martínez Felipe Meligeni Rodrigues Alves | 6:77, 7:5, [10:7] |
| 5.  | 24. April 2021     | Rom (1)         | Sand          | Fabien Reboul     | Paolo Lorenzi Juan Pablo Varillas                   | 7:65, 7:5         |
| 6.  | 1. Mai 2021        | Rom (2)         | Sand          | Fabien Reboul     | Guido Andreozzi Guillermo Durán                     | 7:5, 6:3          |
| 7.  | 19. Juni 2021      | Aix-en-Provence | Sand          | Fabien Reboul     | Robert Galloway Alex Lawson                         | 6:74, 7:5, [10:4] |
| 8.  | 21. August 2021    | Verona          | Sand          | Fabien Reboul     | Luca Margaroli Gonçalo Oliveira                     | 7:5, 4:6, [10:6]  |
| 9.  | 31. Oktober 2021   | Brest           | Hartplatz (i) | Fabien Reboul     | Salvatore Caruso Federico Gaio                      | 4:6, 6:3, [10:3]  |
| 10. | 15. Januar 2022    | Forlì           | Hartplatz (i) | Fabien Reboul     | Nicolás Mejía Alexander Ritschard                   | 6:2, 6:3          |
| 11. | 5. März 2022       | Las Palmas      | Sand          | Fabien Reboul     | Matteo Arnaldi Luciano Darderi                      | 5:7, 6:4, [10:7]  |
| 12. | 11. Juni 2022      | Perugia         | Sand          | Fabien Reboul     | Marco Bortolotti Sergio Martos Gornés               | 6:2, 6:4          |
| 13. | 25. Juni 2022      | Oeiras          | Sand          | Fabien Reboul     | Robert Galloway Alex Lawson                         | 6:3, 3:6, [15:13] |
| 14. | 12. November 2022  | Roanne          | Hartplatz (i) | Fabien Reboul     | Dustin Brown Szymon Walków                          | 7:65, 6:4         |
| 15. | 29. Januar 2023    | Quimper (1)     | Hartplatz (i) | Fabien Reboul     | Anirudh Chandrasekar Arjun Kadhe                    | 6:2, 6:4          |
| 16. | 15. April 2023     | Split           | Sand          | Fabien Reboul     | Anirudh Chandrasekar N. Vijay Sundar Prashanth      | 6:4, 6:4          |
| 17. | 17. März 2024      | Phoenix         | Hartplatz     | Fabien Reboul     | Rinky Hijikata Henry Patten                         | 6:3, 6:2          |
| 18. | 26. Januar 2025    | Quimper (2)     | Hartplatz (i) | Fabien Reboul     | Romain Arneodo Manuel Guinard                       | 6:2, 4:6, [10:3]  |
| 19. | 8. Juni 2025       | Birmingham      | Rasen         | Marcelo Demoliner | Diego Hidalgo Patrik Trhac                          | 6:4, 3:6, [10:5]  |

#### Finalteilnahmen
| Nr. | Datum            | Turnier     | Belag     | Partner       | Finalgegner                          | Ergebnis           |
| --- | ---------------- | ----------- | --------- | ------------- | ------------------------------------ | ------------------ |
| 1.  | 12. Februar 2023 | Córdoba (1) | Sand      | Fabien Reboul | Máximo González Andrés Molteni       | 4:6, 4:6           |
| 2.  | 11. Februar 2024 | Córdoba (2) | Sand      | Fabien Reboul | Máximo González Andrés Molteni       | 4:6, 1:6           |
| 3.  | 7. April 2024    | Estoril     | Sand      | Fabien Reboul | Gonzalo Escobar Alexander Nedowessow | 5:7, 2:6           |
| 4.  | 1. März 2025     | Acapulco    | Hartplatz | Fabien Reboul | Christian Harrison Evan King         | 4:6, 0:6           |
| 5.  | 18. Mai 2025     | Rom         | Sand      | Fabien Reboul | Marcelo Arévalo Mate Pavić           | 4:6, 7:66, [11:13] |

## Abschneiden bei Grand-Slam-Turnieren

### Doppel
| Turnier         | 2021 | 2022 | 2023 | 2024 | 2025 | Karriere |
| --------------- | ---- | ---- | ---- | ---- | ---- | -------- |
| Australian Open | —    | —    | 2    | 1    | AF   | AF       |
| French Open     | 1    | 2    | AF   | 1    | 2    | AF       |
| Wimbledon       | —    | 1    | 2    | AF   | 2    | AF       |
| US Open         | —    | —    | 1    | 1    |      | 1        |

Zeichenerklärung: S = Turniersieg; F, HF, VF, AF = Einzug ins Finale / Halbfinale / Viertelfinale / Achtelfinale; 1, 2, 3 = Ausscheiden in der 1. / 2. / 3. Hauptrunde; Q1, Q2, Q3 = Ausscheiden in der 1. / 2. / 3. Qualifikationsrunde; nicht ausgetragen